# Усойское эвенкийское сельское поселение
Се́льское поселе́ние «Усойское эвенкийское» (бур. Усойын Эвенкын hомон) — муниципальное образование в Баунтовский эвенкийском районе Бурятии Российской Федерации.
Административный центр — посёлок Россошино.

## История
Статус и границы сельского поселения установлены Законом Республики Бурятия от 31 декабря 2004 года № 985-III «Об установлении границ, образовании и наделении статусом муниципальных образований в Республике Бурятия»

## Население
| 2002 | 2011 | 2012 | 2013 | 2014 | 2015 | 2016 |
| ---- | ---- | ---- | ---- | ---- | ---- | ---- |
| 419  | ↘299 | ↘287 | ↘278 | ↘277 | ↘267 | ↘259 |
| 2017 | 2018 | 2019 | 2020 | 2021 | 2023 | 2024 |
| ↘249 | ↘246 | ↘242 | ↘231 | ↘211 | ↘204 | ↗206 |

## Состав сельского поселения
| № | Населённый пункт | Тип населённого пункта          | Население |
| - | ---------------- | ------------------------------- | --------- |
| 1 | Россошино        | посёлок, административный центр | ↗206      |